# Dmitrò Hratxov
Dmitrò Hratxov   (Lviv, 5 de desembre de 1983) és un arquer ucraïnès, ja retirat, guanyador d'una medalla olímpica.
El 2004 va prendre part en els Jocs Olímpics d'Estiu d'Atenes, on disputà dues proves del programa de tir amb arc. En la competició per equips, junt a Viktor Ruban i Oleksandr Serdyuk, guanyà la medalla de bronze, mentre en la competició individual fou vint-i-quatrè. Vuit anys més tard, als Jocs de Londres, tornà a disputar dues proves del programa de tir amb arc, on destaca la cinquena posició en la competició per equips.
En el seu palmarès també destaquen una medalla de bronze en el Campionat d'Europa de 2012, així com quatre medalles a les Universíades.